# Kvarnsjön (Tiveds socken, Västergötland, 651186-142685)
Kvarnsjön är en sjö i Laxå kommun i Västergötland och ingår i Motala ströms huvudavrinningsområde. Sjön har en area på 0,0607 kvadratkilometer och ligger 154,2 meter över havet.

## Delavrinningsområde
Kvarnsjön ingår i det delavrinningsområde (651059-142636) som SMHI kallar för Mynnar i Unden. Medelhöjden är 162 meter över havet och ytan är 16,16 kvadratkilometer. Det finns ett avrinningsområde uppströms, och räknas det in blir den ackumulerade arean 33,81 kvadratkilometer. Vattendraget som avvattnar avrinningsområdet har biflödesordning 3, vilket innebär att vattnet flödar genom totalt 3 vattendrag innan det når havet efter 197 kilometer. Avrinningsområdet består mestadels av skog (77 procent). Avrinningsområdet har 0,98 kvadratkilometer vattenytor vilket ger det en sjöprocent på 6,2 procent.